# La gran sangre
La gran sangre fue una serie de televisión peruana de ficción policial creada por Capitán Pérez Producciones, con guión de Aldo Miyashiro, que estuvo protagonizado por él mismo conformando el reparto junto a Carlos Alcántara y Pietro Sibille. Fue coprotagonizada por Joel Ezeta, Lucho Cáceres y Norka Ramírez. La serie fue estrenada el 15 de mayo de 2006 y finalizó el 4 de enero de 2008 tras cuatro temporadas. Fue transmitida por Frecuencia Latina. Se lanzó una película de la serie bajo el nombre de La gran sangre: La película en 2007.

## Producción
La serie de televisión contó con el apoyo de especialistas. Además que se realizaron efectos animados para algunas escenas.
El universo de esta serie se extendió con la participación de blogs e historietas, volviéndose en una de las franquicias peruanas en contar con narrativa transmedia.
En simultáneo, se planificó su película de alto presupuesto, que fue estrenado en agosto de 2007. Si bien alcanzó los 127 mil espectadores, tuvo una baja recepción de taquilla. En 2017 se planificó su secuela cinematográfica.

## Sinopsis
Trata de las aventuras de un trío de vigilantes urbanos, un expolicía artista marcial, un buscavidas y un exsoldado, que buscan combatir el crimen con su propias manos. Cada temporada, La Fuerza se enfrenta a una banda u organización criminal y su alianza se apoyará todos los recursos para prevenir que la ciudad sea territorio de malditos. También recibirán habilidades de expertos de artes marciales para mejorar sus estrategias de ataque.

## Reparto

### Protagonistas
- Carlos Alcántara como Dragón.[13]

- Pietro Sibille como Mandril.[13]

- Aldo Miyashiro como Tony Blades.[13]

- Lucho Cáceres como Cobra.[13]

- Joel Ezeta como Johan.[13]

- Norka Ramírez como Raquel.[13]

### Personajes secundarios
- El Maestro: David Kamt Fupuy.

- Brujo:  Héctor Febres

- Señor Tamani: Miguel Medina.

- Liz: Gianina Ugarte.

- Tota: Anahí Vargas.

- Capitán Pérez: Haysen Pércovich.

### Enemigos
Los Malignos:
- El Conde: Haysen Pércovich.
- El Faiter:  Alonso Espinoza.
- Verdes: Iván Chávez.
- La Seca: Roxana Yépez.
- Cholo: Brian Olazábal

Las Diosas Malditas:
- Diana: Camila Mac Lennan.

- Venus: Katerina D'Onofrio.

- Medusa: Érika Villalobos.[1]

- Ceres: Lizeth Chávez.

- Gaia: Francesca Brivio.

La Banda del Gringo:
- El Gringo: Diego Cáceres.

- Ming Nao: Angie Jibaja.

- Doncella: Lita Baluarte.

- El Roble: Carlos Cardoso.

- Gouncar:

- Visión: Alberick García.

- Gancho: Gustavo Cerrón.

- Silvana: Marisela Puicón

MPSP:
- El Mesías: Juan Manuel Ochoa.
- Uno: Rómulo Assereto.
- Helena: María Claudia Carmona.[16]

## Temporadas
Fuente:
- 1.ª temporada: La gran sangre: El reencuentro (contra el Conde). Esta temporada alcanzó en su debut los 18 puntos de rating.[17]
- 2.ª temporada: La gran sangre 2, contra Las Diosas Malditas.
- 3.ª temporada: La gran sangre 3: El encuentro final, contra la Organización del Conde y el Gringo.
- 4.ª temporada: La gran sangre 4, contra el M.P.S.P, los Clones y el Conde. Obtuvo picos de 21 puntos en sectores D y E.[18]